# Am Wandrahm 23

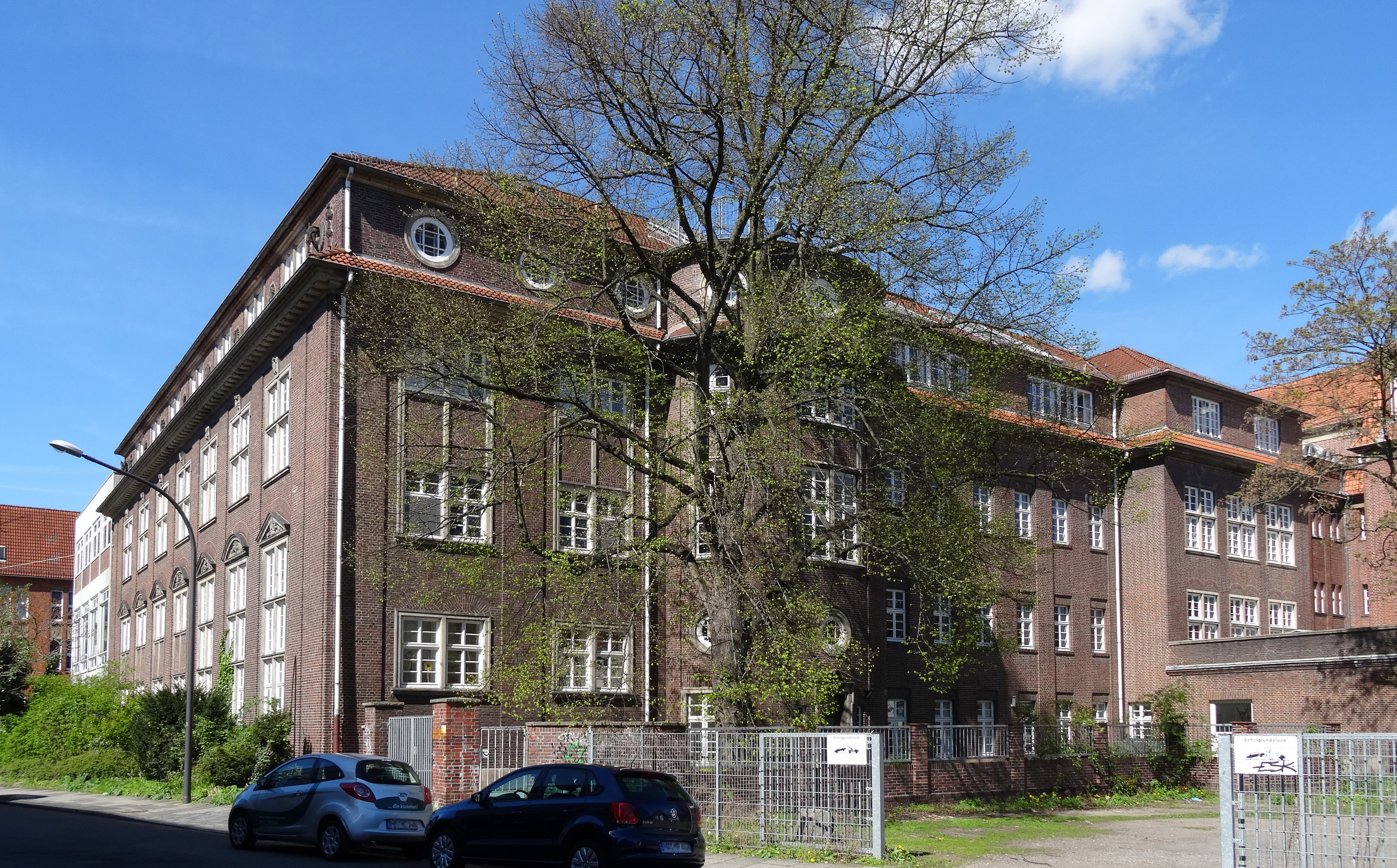
Ansicht 2014

Das Schulgebäude Am Wandrahm 23 in Bremen-Mitte steht unter Denkmalschutz.

## Geschichte
Die kunstgewerbliche Ausbildung in Bremen war bis 1916 mit dem Gewerbemuseum verbunden. 1917 wurde unter den Bremer Architekten ein Wettbewerb für den Neubau einer Staatlichen Kunstgewerbeschule ausgeschrieben. Wettbewerbssieger war der Architekt Rudolf Jacobs. Die Jury hatte an dem Wettbewerbsentwurf die „städtebauliche Behandlung der Gruppierung“ mit dem „Zierhof von großem Reiz“ zur Schule Kleine Helle (heute Altes Gymnasium) gefallen gefunden und die „große Feinheit“ der Fassaden „in seiner vornehmen Schlichtheit“ gelobt.
Das viergeschossige, verklinkerte Schulgebäude Am Wandrahm 23 und an der Karolinastraße konnte dann erst 1922, nach dem Ersten Weltkrieg, nach den Plänen von Jacobs realisiert werden. Der Entwurf ist beeinflusst von holländisch-niederdeutschen Formen. Das vierte Geschoss setzt sich deutlich von den unteren Geschossen ab. Ein rundes Treppenhäuser gliedert das Gebäude. Das Haus zeigt expressive Schmuckformen und klassisch-moderne Einflüsse (Vergleiche mit Amsterdamer Schule). Große Fensterzonen für die Klassenräume und Ateliers bestimmen das Äußere sowie verschiedenartiger Schmuckverklinkerungen in den Brüstungsfeldern. Im Inneren findet sich aufwendige, türkisgrün/schwarz dekorierte Wandkeramiken in der Eingangshalle und im Bibliotheksraum.
Der Bildhauer Engelhard Tölken schuf Plastiken für das Haus.
1955 erfolgte der Einbau einer Galerie in der Eingangshalle. In den frühen 1968 wurde nach den Plänen von Helmut Reischel ein drei-/viergeschossiges Gebäude aus Klinker, Beton und mit zum Teil großformatigen Verglasungen an den vorhandenen Bau in Richtung Kleine Helle angefügt.
Die Technische Anstalt für Gewerbetreibende von 1873 – von 1880 bis 1916 verbunden mit dem Gewerbemuseum Bremen – wurde 1916  Staatlichen Kunstgewerbeschule, 1934 Nordischen Kunsthochschule, 1946 Staatliche Kunstschule, 1970 Hochschule für Gestaltung und ab 1979 die umfassendere Hochschule für gestaltende Kunst und Musik, seit 1988 mit dem Namen Hochschule für Künste Bremen. Sie befindet sich aber seit den 1990er Jahren bzw. 2003 an anderen Standorten. 
In den Gebäuden befinden sich heute (2014) Bereiche des Alten Gymnasiums und Bereiche des Schulzentrums Walle.

## Denkmalschutz
Das Gebäude wurde 2002 als Bremer Kulturdenkmal unter Denkmalschutz gestellt. Der Denkmalschutz betrifft nur das Gebäude von 1922, nicht jedoch den Erweiterungsbau an der Straße Kleine Helle.